# 青岛邮便局
36°04′26.7″N 120°18′50.6″E / 36.074083°N 120.314056°E
青岛邮便局是青岛第一次日占时期（1914-1922）的邮政机构，其办公楼原址位于今中华人民共和国山东省青岛市市北区堂邑路5号，建于1918年至1919年间，自建成起长期为青岛市最大的邮政机构办公楼，俗称“堂邑路邮电局”“大窑沟邮电局”，1984年拆除用于建设青岛邮政通信枢纽楼。

## 历史
1914年11月日军占领青岛后，日军野战邮便局作为临时邮政机构设于原德国胶澳皇家邮政局址。1917年9月（一说1918年11月），日军野战邮便局改组为青岛邮便局，由日本陆军青岛守备军民政署递信部管辖。
因青岛日侨人口大幅增加，原邮便局房舍过于狭小且远离新规划的日本商住区“新町”，青岛守备军民政长官秋山雅之介于1917年10月30日向日本陆军次官山田隆一申请建设新的邮便局大楼。1918年3月1日，青岛守备军司令官本乡房太郎向日本陆军大臣大岛健一再次提交申请，申请预算总额为158000日元至173423日元。同年，日本陆军部批准申请，工程于1918年4月10日开工，1919年4月25日竣工。1920年1月30日，青岛守备军司令部正式宣布将青岛邮便局迁往新址。至1922年，青岛邮便局已在青岛市区设立分支机构13处，在胶济铁路沿线设立分支机构16处。
1922年12月北洋政府收回青岛主权，日本青岛邮便局撤销，交通部邮政总局以赎买方式接收原邮便局设施，1914年1月胶州邮界撤销后成立的青岛一等邮局迁入原青岛邮便局大楼办公，对外称为胶澳商埠邮务总局，隶属于济南邮务管理局，下设5个支局。1923年初，胶澳中华电话局成立。

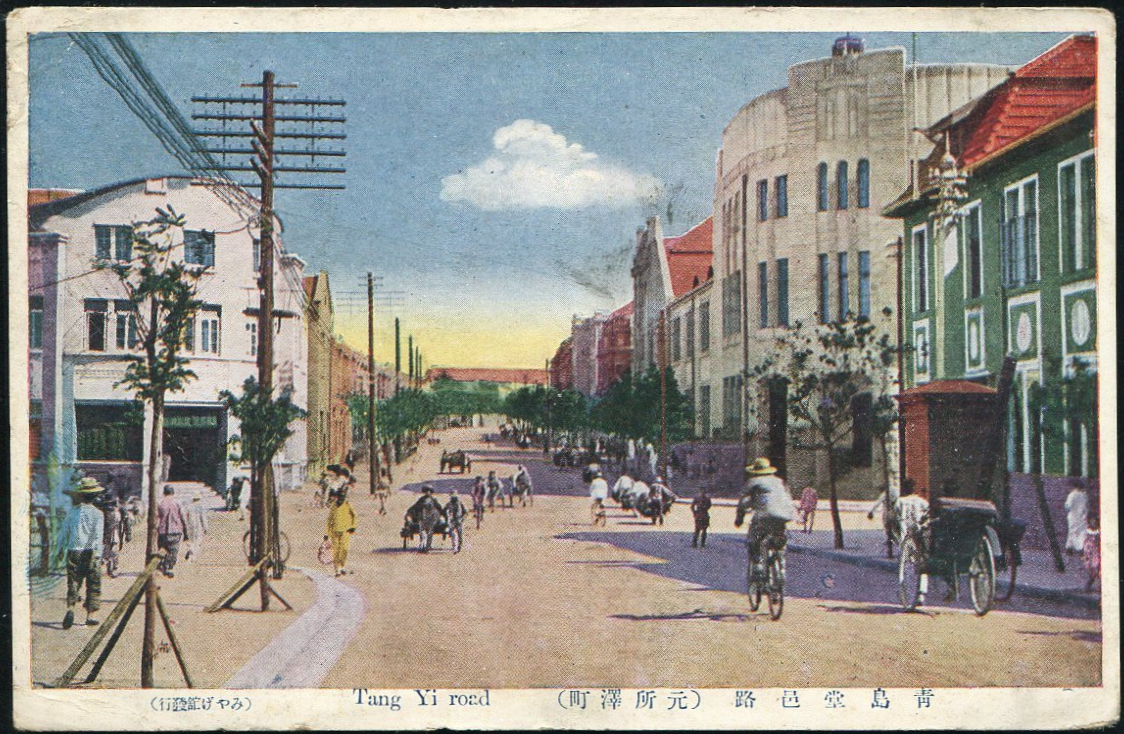
约1920年代的堂邑路中山路交汇处，右侧为邮局大楼和原田汽船商业楼，左侧为安部幸商店

1929年南京国民政府接收青岛，青岛一等邮局改为国民政府交通部直属，胶澳中华电话局亦直属交通部，改称交通部青岛电话局，划为二等电话局。至1937年底，青岛一等邮局已下辖二等局2处、三等局1处、支局5处、代办所15处、信柜7处、村镇邮站44处、邮票代售处22处、信筒信箱57处，青岛电话局电话总量已达4800门，在中国大陆仅次于上海。
1937年抗战爆发后，经交通部指示，青岛邮局改由英国籍局长维持业务。1938年1月日军再次占领青岛，日本方面派出首席调查官进驻邮局监视，后改为派驻副局长。日本当局将青岛电话局与青岛电报局合并为青岛电报电话总局，1938年8月1日划归北平华北电信电话股份有限公司（简称“华北电电”）。1941年太平洋战争爆发后，英籍局长及其他英美侨民被捕并关押在集中营，日本方面完全控制青岛邮电业务，将青岛一等邮局划归北平邮政总局（1942年7月改称华北邮政总局）管辖。1945年7月，青岛电报电话总局实行半军事化管理，改称青岛通信局。
1945年8月日本投降后，国民政府交通部接管青岛一等邮局与青岛通信局，并将邮局划归山东邮政管理局，将原青岛通信局改为青岛电信局，划归交通部第七区电信管理局管辖。1946年1月4日，交通部邮政储金汇业局青岛分局在青岛一等邮局大楼内开办，次年迁至中山路一栋商业楼内。1948年济南战役后，交通部在青岛成立山东邮区第一战区邮务管理段，青岛一等邮局局长兼任管理段主任。
1949年6月2日，中国人民解放军青岛市军事管制委员会接管邮政局、通信局和储汇局。同年8月25日，储汇局撤销，并入邮政局。1951年8月1日，邮政局与通信局合并为青岛邮电局，原堂邑路邮局为邮电局所使用，同时运营着邮政、电报、电话三种业务。1955年12月1日，市话部门分出邮电局，分立为青岛市邮电局和青岛市市内电话局。1958年1月1日市话局再次并入邮电局，邮电局机关于同月由中山路原储汇局办公楼迁至堂邑路邮局大楼。1962年8月30日，邮电局管理部门迁至广西路。1970年1月1日青岛市邮电局分设为青岛电信局和青岛邮政局，前者由青岛警备区领导，后者由青岛市革命委员会和山东省交通邮政局双重领导。1973年邮电两局再次合并。
堂邑路邮电局曾是青岛市内最繁忙的邮电业务办理场所。1984年，因楼体老化、不敷使用，原堂邑路邮电局大楼被拆除，原址于1988年新建一栋15层的现代主义风格的青岛邮政通信枢纽楼，由邮电部郑州邮电设计院设计，青岛市第二建筑工程公司施工。新楼现部分为邮政机构所使用，大部分楼层改为酒店。

## 建筑特色
堂邑路邮局大楼位于中山路、堂邑路、市场三路、济南路、冠县路五条街道交汇口的东北侧，建筑风格为日本近代“集仿主义”。靠近街角的主楼高三层，为钢筋混凝土结构，沿路向两侧延伸的侧翼高三层附设坡屋顶，为砖木石混合结构。外墙为淡黄色，主入口位于街角处，处于三座门洞组成的门廊后方。外立面以条石装饰，形成竖直线条，窗户为细长的长方形，檐口处起石雕山花。内部一层为邮政业务大厅，二、三层为办公区域。

## 图集
- 胶澳商埠邮务总局，右侧远处的塔楼为公立市场
- 1939年的青岛一等邮局
- 1950年代的市场三路西端路口处，左侧为青岛市邮电局大楼